# Selección modal
"Selección modal” (selección de modo)  es el tercero de los cuatro pasos del clásico modelo de “4-pasos” (four-step algorithm) en los modelos de planificación de transporte.  Los otros pasos son generación de viajes, distribución de viajes y asignación de viajes (o selección de ruta).

## Principios
En este paso  se basa en la teoría de la utilidad (economía) donde se asume que:
- Cada individuo maximiza su utilidad
- Cada individuo actúa de forma racional

Los economistas consideran que la utilidad observada de cada opción U es el resultado de la suma de una utilidad observable más un término aleatorio. Esto implica que dos personas bajo las mismas condiciones (por ejemplo, en el mismo origen que quieren ir al mismo destino y que tiene características socioeconómicas similares) pueden escoger alternativas de viaje diferentes (ejemplo, bus vs. taxi).